# Свято-Троицкий Стефанов монастырь
Пермский Свято-Троицкий Стефанов монастырь — мужской монастырь Пермской епархии Русской православной церкви. Расположен в Перми.

## История
История Свято-Троицкого монастыря начинается 20 декабря 1790 г., когда в Мотовилихе состоялось освящение деревянной церкви, названной во имя Пресвятой Живоначальной Троицы. Строительство церкви началось годом ранее по грамоте епископа Вятского и Великопермского Лаврентия от 18 декабря 1789 г. Тогда же был образован новый приход, который отделился от слишком далеко расположенного прихода Петропавловского Собора в Перми. Средства на строительство церкви были пожертвованы рабочими медеплавильного завода.
Четверть века спустя деревянное здание церкви пришло в ветхое состояние. Епископ Пермский и Екатеринбургский Иустин дал грамоту от 22 декабря 1816 на постройку в Мотовилихе новой каменной церкви. Строительство её здания шло по проекту губернского архитектора Васильева, финансировалось на средства мастеровых и затянулось до 1828 г. Строителем был мастеровой Иван Ильич Васильев, выбранный самими прихожанами. Освящение нового здания церкви состоялось только 15 (27) марта 1836 г. К основному зданию церкви позже были добавлены новые приделы. Южный придел был посвящён празднику Сретения Господня, а Северный, освящённый 26 мая 1863 г., — в честь Успения Богородицы. Здание было украшено кокошниками и резьбой и сочетало элементы древнерусского и византийского стилей.
С 1826 г. при Свято-Троицкой церкви было учреждено кладбище, на котором сначала хоронили местных священнослужителей и членов их семей, а затем и известных жителей Мотовилихи. В частности, здесь был погребён Николай Гаврилович Славянов, останки которого были перезахоронены в 1948 г., когда было ликвидировано и всё кладбище.
1901 г. ознаменовался реконструкцией Свято-Троицкой церкви, которую вёл архитектор А. И. Ожегов. К колокольне церкви был надстроен верхний ярус. 14 октября 1928 г., в год своего столетия, епископ Пермский Павлин и епископ Соликамский Хрисанф дали Мотовилихинской Свято-Троицкой церкви статус Собора.
15 мая 1936 г. Свято-Троицкий собор был закрыт. Все его священнослужители были арестованы и сосланы в лагеря, где и погибли. Само здание собора было отдано хлебозаводу № 3. Часть здания была разрушена в 1938—1939-х гг.
Восстановление церкви началось в 1994 г., когда в соответствии с Постановлением администрации г. Перми № 2039 от 15 ноября 1994 г. приходский совет получил территорию и полуразрушенное здание Свято-Троицкой церкви в бессрочное пользование. 3 декабря 1994 г. в Успенском приделе прошла первая служба, а 3 февраля 1995 г. был официально открыт Свято-Троицкий Стефанов мужской монастырь, первым наместником которого до 2004 г. стал архимандрит Стефан (Сексяев).
4 декабря 1999 г. были установлены над монастырским храмом были установлены купол и крест, звонница получила главный колокол весом 1300 кг. 26 апреля 2000 г. колокольня была увенчана шатром, а весь храмовый комплекс принял прежний вид. В 2001 г. был освящён Сретенский придел, был открыт Троицкий храм, воссоздан в прежнем виде Успенский придел.
При монастыре с 2000 года официально существует иконописная мастерская «Добро» и образованное в 2005 году «Иконописное отделение Пермской Духовной Семинарии».